# جون كولتر بيتس
جون كولتر بيتس (بالإنجليزية: John C. Bates)‏ (26 أغسطس 1842 - 4 فبراير 1919) كان رئيس أركان جيش الولايات المتحدة من يناير إلى ابريل 1906. جنبا إلى جنب مع آرثور ماك آرثور جونيور، الابن، كان بيتس واحد من قدامى المحاربين في الحرب الأهلية الأمريكية الماضي لا يزال على نشط واجب في جيش الولايات المتحدة في وقت تقاعده.

## روابط خارجية
- جون كولتر بيتس في مركز جيش الولايات المتحدة التاريخ العسكري
- مقبرة أرلينغتون الوطنية